# روبرت سنودغراس
روبرت سنودغراس (بالإنجليزية: Robert Snodgrass)‏ (إنجليزية: Robert Snodgrass؛ مواليد 7 سبتمبر 1987 في غلاسغو) هو لاعب كرة قدم إسكتلندي يلعب مع هال سيتي في الدوري الإنجليزي الممتاز كلاعب وسط. مثّل منتخب اسكتلندا لكرة القدم. بدأ سنودغراس مسيرته الرياضية عام 2003.

## روابط خارجية
- روبرت سنودغراس على موقع الاتحاد الدولي (مؤرشف)  (الإنجليزية)
- روبرت سنودغراس على موقع الاتحاد الأوربي (الإنجليزية)
- روبرت سنودغراس على موقع الاتحاد الإسكتلندي (الإنجليزية)
- روبرت سنودغراس على موقع قاعدة بيانات كرة القدم.إي يو (الإنجليزية)
- روبرت سنودغراس على موقع ناشيونال فوتبول تيمز (الإنجليزية)
- روبرت سنودغراس على موقع Soccerbase.com (لاعب) (الإنجليزية)
- روبرت سنودغراس على موقع Soccerway.com (الإنجليزية)
- روبرت سنودغراس على موقع عالم كرة القدم.نت (الإنجليزية)
- روبرت سنودغراس على موقع AS.com (الإسبانية)